# Молийн
Молийн е град, намиращ се в Рок Айлънд, Илинойс, САЩ. С населението си от 43 977 души в 2010 е най-големият град в Рок Айлънд. Молийн е един от Куад Ситис, заедно със съседство Ийст Молин и Рок Айлънд в Илинойс, и Дейвънпорт и Бетендорф в Айова. Те имат население от 381 342. Молийн е деветият най-известен град в Илинойс извън Чикагския столичен район. В Молийн се намират корпоративните щабове на Deere & Company, централата на Kone в Съединените щати, международното летище Град Куад, Зоопарк Наяби, Колеж Блек Хоук и кампуса на Куад Ситис, Западния Университет в Илинойс-Куад Ситис. Молийн е център на дребно за Илинойс Куад Ситис, докато Саутпарк Мол и многобройните търговски площади са разположени в града.
В средата на 90-те години на 20 век градът предприема значителни усилия за съживяване на своя централен бизнес район, който е намалял след крайградския растеж и промените на дребно след 50-те и 60-те години. Днес Център Молийн отново служи като един от граждански и развлекателни центрове на Куад Ситис; много събития се провеждат в 12 000-местния иУайърлес Център (известен преди като МАРТКАТА на Куад Ситис) и Световната централа Джон Диър. Център Молийн разполага с хотели като Радисън и Стони Криик Ин, както и търговски площи, като например Бас Стрийт Ландинг и историческото Пето Авеню.

## Галерия
- Световната централа на Deere & Company в Молийн
- Центъра на търговския район.
- Новата сграда на Kone в Център Молийн
- Олде Таун – 2011
- Павилиона Джон Диър в Молийн